# Pörnbach
Pörnbach è un comune tedesco di 2 042 abitanti, situato nel land della Baviera.